# Tell Hamki
Tell Hamki (tiếng Ả Rập: تل حمكي) là một ngôi làng Syria nằm ở Jisr al-Shughur Nahiyah ở huyện Jisr al-Shughur, Idlib. Theo Cục Thống kê Trung ương Syria (CBS), Tell Hamki có dân số 108 người trong cuộc điều tra dân số năm 2004.